# Доне-Баре
Доне-Баре — естественное озеро в Республике Сербской (Босния и Герцеговина), на горе Зеленгора. Озеро расположено ниже пика вершины Ардов (1723). Оно имеет 250 метров в длину и 120 метров в ширину.
Зимой озеро полностью сковано льдом. Радужная форель — это инвазивный вид, обитающий в озере. Вода здесь чистая и прозрачная. Оно наполнен источниками, берущими начало на западном побережье. Вокруг озера раскинулись луга и леса, пастбища, покрытые горной травой, кустарниками и соснами, а в низинах — буками.